# 埃萬杰洛斯·拉利斯
埃萬傑洛斯·拉利斯（希臘語：Ευάγγελος Ράλλης）是一名希臘網球運動員，曾經參加1896年夏季奧運會。
拉利斯參加網球單打比賽，在第一輪擊敗希臘同胞德米特里奧斯·彼得羅科基諾斯，然而在第二輪中面對最終金牌得主，來自英國的约翰·博兰。
在雙打比賽中，拉利斯夥拍康斯坦丁諾斯·帕斯帕蒂斯被德米特里奧斯·彼得羅科基諾斯與他的堂兄迪米特里奧斯·卡斯達格利斯的組合擊敗。